# Cantonul Les Pavillons-sous-Bois
Cantonul Les Pavillons-sous-Bois este un canton din arondismentul Bobigny, departamentul Seine-Saint-Denis, regiunea Île-de-France, Franța.

## Comune
| Comune                  | Populație (1999) | Cod poștal | Cod INSEE |
| ----------------------- | ---------------- | ---------- | --------- |
| Les Pavillons-sous-Bois | 22 117           | 93 320     | 93 057    |